# Лорънсийски възвишения
Лорънсийските възвишения (на английски: Laurentian Upland; на френски: Hautes terres laurentiennes) са обширни възвишения в североизточната част на Северна Америка с площ около 5 млн. km², простиращи се на територията на Канада и частично в САЩ. На югоизток граничат с Апалачите, на юг – с Вътрешните равнини, на югозапад – с Великите равнини, на северозапад – с низината на река Маккензи, на север – с низината на Хъдсъновия залив, а на североизток и изток се простират до бреговете на Северния Ледовит океан и Атлантическия океан.

## Релеф, геоложки строеж, полезни изкопаеми
Повърхността е предимно хълмиста, с преобладаваща надморска височина от 200 до 400 m. Източната част на възвишенията (полуостров Лабрадор) е по-издигната, а по крайбрежието има планински релеф – планините Торнгат (връх Маунт Каубвик, 1652 m) и Лорънсийски (връх Раул Бланшар, 1166 m), последните разположени на север от естуара на река Сейнт Лорънс. Изградени са от гнайси, кристалинни шисти, гранити и диорити с архайска и протерозойска възраст. През плейстоцена възвишенията изцяло са били покрити с леден щит с мощност до 3000 m. Древните ледникови форми са представени от хълмисти моренни равнини, пояси от друмлини, озови вериги. обширни площи от основните скали носят следи от ледникова обработка (къдрави скали, овчи чела и др.). Плейстоценското заледяване се е съпровождало от морска трасгресия, обхванала предимно периферните части на възвишенията. С трансгресията са свързани и образуването на многочислените езера, които са запълнили изкопаните от ледника падини. На юг са разпространени обширни зандрови равнини. Лорънсийските възвишения са богати на полезни изкопаеми: железни и медни руди, никел, злато, уран и др.

## Климат, води
Лорънсийските възвишения са разположени в умерения и субарктичния климатични пояси. Зимата е продължителна, на изток с обилни снеговалежи. Лятото е късо и прохладно поради влиянието на покрития почти целогодишно с ледове Хъдсънов залив и студеното Лабрадорско течение. Повсеместно е разпространена вечно замръзналата почва. Речната мрежа е много гъста, но слабо развита. Най-големите реки са: Чърчил, Коксоак, Нелсън, Бак, Копърмайн и др. Има и множество езера: Еленово, Дубонт, Нипигон и др. Реките са предимно с бързи течения, с прагове и водопади, и повечето от тях протичат през свързани помежду си езера. За тях е характерно бурно пролетно пълноводие и 6 – 7 месечно заледяване през годината.

## Почви, растителност, животински свят
От север на юг в Лорънсийските възвишения се сменят последователно зоните на тундрата, лесотундрата и тайгата. За тундровата зона, заемаща северната третина на възвишенията, са характерни мъхово-лишейните и острицовите, а също и храстовите асоциации, представени от бреза джудже, пирен и други растения, развити върху тундрово-торфени и блатни почви. На юг от тундровата зона е разположена лесотундрата, представена от редки северни иглолистни гори – черен смърч и балсамова ела (на изток), бял смърч (на запад) и балсамова топола (по долините на реките). Повсеместно е разпространена лиственицата. Южната част на възвишенията е покрита с гъсти иглолистни гори, развити върху подзолисти почви. Най-голямо разнообразие горите имат на изток, където преобладават белия, банксовия и червения бор, канадската цуга, всички те примесени с различни видове клен, бреза и осика.
За тундрата са характерни северният елен карибу, полярна лисица, леминг, полярен вълк, а от птиците – полярна яребица и полярна сова. В тайгата най-често срещаните животни са: лос, горски елен, черна мечка, златка, скункс, бобър, норка, ондатра.